# Tagebau Wulfersdorf
Der Tagebau Wulfersdorf war ein Tagebau des Helmstedter Braunkohlereviers, der zeitweise gleichzeitig von der DDR und der Bundesrepublik Deutschland betrieben wurde. Angeschlossen an den Tagebau war das Kraftwerk Harbke.

## Geschichte
1935 erfolgte der Aufschluss des Tagebaus Wulfersdorf.
Nach langwierigen Verhandlungen wurde von 1976 bis 1986 gemeinsam von der westdeutschen Firma Braunschweigischen Kohlen-Bergwerke BKB und vom ostdeutschen Braunkohlekombinat „Gustav Sobottka“ Röblingen am See, Betriebsteil Harbke gemeinsam Braunkohle gefördert. Dabei wurde sowohl dem ostdeutschen Braunkohlekombinat ein Abbaugebiet auf westdeutscher Seite als auch der BKB ein Abbaugebiet auf ostdeutscher Seite zugesichert. Die jeweiligen Abbaugebiete sollten nach Abbau der Kohle wieder zurückgegeben werden. Diese Aktion war der erste innerdeutsche Vertrag über die Nutzung grenzüberschreitender Rohstoffe. Besondere Probleme bereitete hierbei neben den unterschiedlichen Vorschriften in Ost- und Westdeutschland bezüglich Arbeitsschutz, Bergbau- und Sprengstoffrecht, die Rekrutierung des Wachpersonals, um  Fluchten aus der DDR  zu verhindern, weil die Tagebauverwaltung den Zugang der Grenztruppen der DDR in das Abbaugebiet nicht zuließ. Deshalb wurden geeignete Personen für den Werkschutz des Tagebaus rekrutiert, wofür strenge Auflagen galten.
Es wurde exakt festgelegt, in welchem Gebiet die ostdeutschen und die westdeutschen Firmen Braunkohle fördern durften. Diese wurden durch einen Metallgitterzaun voneinander abgetrennt, in dem es vier Türen für den Austausch von Material gab. Die BKB fürchtete, dass es im Fall eines sich verschärfenden Kalten Krieges wieder, wie 1952, zur Beschlagnahme von Bergbaugerät im Grenzgebiet kommt, und ließ dieses für rund 54 Millionen D-Mark vom Land Niedersachsen und der Bundesregierung absichern.
Für die westdeutsche Seite wurden die Schlüssel für die Türen des Metallgitterzauns vom Bundesgrenzschutz verwaltet. Am 3. November 1976 begann der Kohleabbau im Grenzgebiet von westdeutscher Seite her, im März 1978 von ostdeutscher Seite. 1986 stellte die ostdeutsche Seite die Braunkohleförderung in Wulfersdorf ein und verlegte das Bergbaugerät in andere Tagebaue. Entlang der innerdeutschen Grenze schüttete man einen Damm auf, auf dem der Grenzzaun wiederaufgebaut wurde, was bis zum 13. Dezember 1988 abgeschlossen war. Die DDR zog noch in Betracht, den ausgekohlten Tagebau als Deponie für westlichen Müll zu nutzen, wozu es wegen der Wiedervereinigung Deutschlands nicht mehr kam.
Nach der Beendigung des Kohleabbaus wurde der Tagebau seit 2002 durch natürliche Flutung zum Freizeit- und Erholungsgebiet Lappwaldsee.